# NGC 1754
NGC 1754 је расејано звездано јато у сазвежђу Трпеза које се налази на NGC листи објеката дубоког неба.
Деклинација објекта је - 70° 26' 30" а ректасцензија 4h 54m 17,9s. Привидна величина (магнитуда) објекта NGC 1754 износи 12,0. NGC 1754 је још познат и под ознакама ESO 56-SC25.